# Campeonato Europeo de Taekwondo de 1994
El X Campeonato Europeo de Taekwondo se realizó en Zagreb (Croacia) entre el 28 y el 30 de octubre de 1994 bajo la organización de la Unión Europea de Taekwondo (WTF) y la Federación Croata de Taekwondo.

## Medallistas

### Masculino
| Evento | Oro                            | Plata                      | Bronce                                                       |
| ------ | ------------------------------ | -------------------------- | ------------------------------------------------------------ |
| –50 kg | Gergely Salim Dinamarca        | Mert Tuncer Turquía        | Željko Jurčić · Croacia · Luigi Sarmataro · Italia           |
| –54 kg | Aydin Ates · Alemania          | Cihat Kutluca Turquía      | Abror Haider · Dinamarca · José Luis Prieto · España         |
| –58 kg | Gabriel Esparza Pérez · España | Ahmet Evcimen Turquía      | Josef Salim · Dinamarca · Jesper Skaneby · Suecia            |
| –64 kg | Francisco Zas · España         | Claudio Nolano · Italia    | Arthur Noot · Países Bajos · Igor Romazhkevich · Bielorrusia |
| –70 kg | Óscar Sánchez · España         | Domenico D'Alise · Italia  | Aziz Acharki · Alemania · Lee Bennett · Irlanda              |
| –76 kg | Dragan Jurily · Croacia        | Theodoras Milonas · Grecia | Marko Pokka · Finlandia · Marco Scheiterbauer · Alemania     |
| –83 kg | John Wright · España           | Mikaël Meloul Francia      | Ivan Brljevic · Suecia · Joonas Soila · Finlandia            |
| +83 kg | Pascal Gentil Francia          | Jan Glerup Dinamarca       | Massimiliano Romano · Italia · Olaf Wilkens · Alemania       |

### Femenino
| Evento | Oro                              | Plata                         | Bronce                                                         |
| ------ | -------------------------------- | ----------------------------- | -------------------------------------------------------------- |
| –43 kg | Triantafillia Karasiuna · Grecia | Gemma Jones Reino Unido       | Coral Falco · España · Tharshni Thevathasan · Alemania         |
| –47 kg | Svetlana Noskova · Rusia         | Piera Muggiri · Italia        | Ana Katalinić · Croacia · Janet Vousden · Reino Unido          |
| –51 kg | Elisabet Delgado · España        | Marijeta Željković · Croacia  | Minna Ketola · Finlandia · Kathy Walker · Reino Unido          |
| –55 kg | Idoya Jiménez · España           | Ayşegül Ergin Turquía         | Carine Rocchesani · Francia · Maria Zygmantovich · Bielorrusia |
| –60 kg | Jo-Anne Nash Reino Unido         | Mirjam Müskens · Países Bajos | Judith Pirchmoser · Austria · Sonja Schiedt · Alemania         |
| –65 kg | Morfu Drosidu · Grecia           | Elena Benítez · España        | Kirsimarja Koskinen · Finlandia · Karin Schwartz · Dinamarca   |
| –70 kg | Tuğgen Gedik Turquía             | Iva Gavez · Croacia           | Ekaterina Bassi · Grecia · Tanja Brkic · Suecia                |
| +70 kg | Yolanda García · España          | Nataša Vezmar · Croacia       | Karin Bain Reino Unido Monique Thènes Francia                  |

## Medallero
| Núm. | País         | Oro | Plata | Bronce | Total |
| ---- | ------------ | --- | ----- | ------ | ----- |
| 1    | España       | 7   | 1     | 2      | 10    |
| 2    | Grecia       | 2   | 1     | 1      | 4     |
| 3    | Turquía      | 1   | 4     | 0      | 5     |
| 4    | Croacia      | 1   | 3     | 2      | 6     |
| 5    | Dinamarca    | 1   | 1     | 3      | 5     |
| 5    | Reino Unido  | 1   | 1     | 3      | 5     |
| 7    | Francia      | 1   | 1     | 2      | 4     |
| 8    | Alemania     | 1   | 0     | 5      | 6     |
| 9    | Rusia        | 1   | 0     | 0      | 1     |
| 10   | Italia       | 0   | 3     | 2      | 5     |
| 11   | Países Bajos | 0   | 1     | 1      | 2     |
| 12   | Finlandia    | 0   | 0     | 4      | 4     |
| 13   | Suecia       | 0   | 0     | 3      | 3     |
| 14   | Bielorrusia  | 0   | 0     | 2      | 2     |
| 15   | Austria      | 0   | 0     | 1      | 1     |
| 15   | Irlanda      | 0   | 0     | 1      | 1     |
|      | TOTAL        | 16  | 16    | 32     | 64    |